# Landgericht Eschenbach
Das Landgericht Eschenbach war ein von 1803 bis 1879 bestehendes bayerisches Landgericht älterer Ordnung mit Sitz in Eschenbach in der Oberpfalz im heutigen Landkreis Neustadt an der Waldnaab. Die Landgerichte waren im Königreich Bayern Gerichts- und Verwaltungsbehörden, die 1862 in administrativer Hinsicht von den Bezirksämtern und 1879 in juristischer Hinsicht von den Amtsgerichten abgelöst wurden.
Im Jahr 1810 wurde im Verlauf der Verwaltungsneugliederung Bayerns das Landgericht Eschenbach errichtet. Dieses wurde dem Mainkreis zugeschlagen, dessen Hauptstadt Bamberg war. Im Jahr 1841 wurden vom Landgericht Eschenbach 23 Gemeinden abgetrennt, die zum neu gegründeten Landgericht Auerbach kamen.